# A Woman's Worth
A Woman's Worth è una canzone R&B/soul scritta e prodotta dalla cantautrice americana Alicia Keys in collaborazione con Erika Rose. Estratta come secondo singolo dal suo album di debutto Songs in A Minor, ha ottenuto un grande successo in America, entrando nella top 10 della Billboard Hot 100 e nella top3 della Billboard Hot R&B/Hip-Hop Songs. Rimane una delle composizioni musicali e liriche più raffinate e al contempo impegnate della cantante: il testo è un messaggio di rispetto reciproco, sia dagli uomini nei confronti delle donne che viceversa. La canzone ha vinto un NAACP Image Awards come "Miglior canzone".

## Video
Il video, diretto da Chris Robinson, uno storico collaboratore di Alicia, è stato trasmesso sistematicamente nel 2002 da MTV e dalla rete televisiva black americana, BET.
A differenza degli altri video R&B in circolazione, non presentava alcuni effetti scenografici e tantomeno delle coreografie interpretate da giovani ragazze o da aitanti uomini.
L'ambientazione infatti è un seguito al precedente video di Fallin'.
Nella prima scena Alicia cammina per la strada ascoltando con le cuffiette Fallin'. Ad un certo punto incontra un giovane ragazzino che la invita a stare con lui in maniera maleducata. Alicia gli chiede allora cosa ne sa lui dei diritti di una donna. A quel punto la musica parte e la protagonista è nel suo appartamento e suona il suo piano cantando. Nella scena successiva, il fidanzato di Alicia, dopo essere uscito di prigione (vedi il video di Fallin') è frustrato poiché non riesce a trovare lavoro e di conseguenza non presta le dovute attenzioni ad Alicia quando torna a casa. In seguito è inquadrata una scena di vita familiare nella casa del ragazzo che si era prima rivolto ad Alicia, in cui i suoi genitori litigano davanti a lui. Nella scena successiva piove e Alicia sta telefonando in una cabina telefonica; il ragazzo che prima l'aveva trattata con poco rispetto le porge il suo ombrello perché non si bagni e nel finale Alicia pettina il suo ragazzo cantando il coro finale.

## Dettagli sulla realizzazione

### Musicisti
- Alicia Keys – solista, cori
- Arty White – chitarra
- Paul L. Green – cori

### Produttori
- Alicia Keys – produttrice, arrangiatrice, arrangiatrice delle percussioni
- Manny Marroquin – mixer

## Classifiche
| Classifica (2001)                    | Posizione raggiunta |
| ------------------------------------ | ------------------- |
| U.S. Billboard Hot R&B/Hip-Hop Songs | 3                   |
| Classifica (2002)                    | Posizione raggiunta |
| Australia                            | 16                  |
| Austria                              | 71                  |
| Belgio (Fiandre)                     | 31                  |
| Belgio (Vallonia)                    | 37                  |
| Paesi Bassi                          | 11                  |
| Germania                             | 45                  |
| Ungheria                             | 9                   |

| Classifica (2002)      | Posizione raggiunta |
| ---------------------- | ------------------- |
| Irlanda                | 25                  |
| Italia                 | 29                  |
| Nuova Zelanda          | 5                   |
| Norvegia               | 14                  |
| Svezia                 | 31                  |
| Svizzera               | 32                  |
| Regno Unito            | 18                  |
| Regno Unito (R&B)      | 3                   |
| U.S. Billboard Hot 100 | 7                   |